# 1265年
| 千纪： | 2千纪 |
| 世纪： | 12世纪 \| 13世纪 \| 14世纪                                                                                 |
| 年代： | 1230年代 \| 1240年代 \| 1250年代 \| 1260年代 \| 1270年代 \| 1280年代 \| 1290年代                           |
| 年份： | 1260年 \| 1261年 \| 1262年 \| 1263年 \| 1264年 \| 1265年 \| 1266年 \| 1267年 \| 1268年 \| 1269年 \| 1270年 |
| 纪年： | 乙丑年（牛年）；蒙古至元二年；南宋咸淳元年；越南紹隆八年；日本文永二年                                     |

## 大事记
- 宋度宗改年號咸淳
- 1月20日——英格蘭貴族西蒙·德·孟福爾，第六代萊切斯特伯爵召集第一屆英格蘭議會在威斯敏斯特宮召開第一次會議。
- 11月23日——忽必烈祭祀太廟，為皇祖成吉思汗上廟號太祖。
- 拜占廷皇帝迈克尔八世（1224年－1282年）出军夺取保加利亚海莫斯（巴尔干山脉）以南领土，回军途中遭伏击，被生擒，被迫许诺归还1261年夺取自保加利亚的两个港口。

## 出生
- 10月15日——元成宗鐵穆耳
- 但丁—意大利诗人

## 逝世
- 2月8日，旭烈兀，第三次蒙古西征统帅，蒙古帝国伊儿汗国的建立者。（生于1217年，52岁）